# Calling All Cars (Obitelj Soprano)
"Calling All Cars" je 50. epizoda HBO-ove televizijske serije Obitelj Soprano i 11. u četvrtoj sezoni serije. Napisali su je David Chase, Robin Green, Mitchell Burgess i David Flebotte prema priči Chasea, Green, Burgessa i Terencea Wintera. Režirao ju je Tim Van Patten, a originalno je emitirana 24. studenog 2002.

## Radnja
Tony Soprano sanja kako se vozi na stražnjem sjedištu starog Cadillaca svoga oca: Carmela vozi dok Ralphie sjedi ispred s gusjenicom na svojoj ćelavoj glavi koja se pretvara u leptira. Do Tonyja isprva sjedi Gloria Trillo, a kasnije Svetlana Kiriljenko. Tony na terapiji govori o snu, a dr. Melfi sugerira kako to može značiti da Carmela drži kontrolu te želi da Tony izjednači promjene u životima drugih u autu s njom. Dr. Melfi upita, referirajući se na Ralpha: "Je li se tvoj prijatelj nedavno promijenio?" Tony frustrirano odvraća, "Hmm...ne..." Ova razmjena riječi sugerira kako je Ralph prije svoje smrti pokušavao postati bolja osoba. Tony izražava nezadovoljstvo svojom terapijom te da ga nedostatak kontrole impulsa i dalje tjera da radi pogreške u svojem životu i poslu. Sarkastično dometne kako je novcem kojeg je bacio na terapiju mogao kupiti Ferrari te bi od toga bar izvukao oralni seks.
Bobby Bacala ostavlja svoju kćer, Sophiu, na bejzbolsku utakmicu, a ona na zadnjem sjedištu primjećuje tortu. Bobby kasnije odnosi tortu na grob svoje supruge Karen i zakopa je pokraj nje. Zakopavajući tortu, "razgovara" sa svojom mrtvom ženom, povjerivši joj da bi počinio samoubojstvo i bio s njom "da nije djece". Kasnije na večeri, Janice počne pratiti uzrujanog Bobbyja na kat, upitavši ga za tortu. On joj isprva slaže, ali kasnije priznaje zašto je učinio to što je učinio: jer bi tog dana bila njihova 14. godišnjica braka. U sobi Bobbyja Jr., djeca razgovaraju o duhovima; Sophia je uplašena, ali Bobby Jr. je pokuša uvjeriti kako duhovi ne postoje. Janice posjećuje Carmelu u domu Sopranovih kako bi razgovarala o poteškoćama s kojima se suočava pokušavajući natjerati Bobbyja da "krene dalje".
Tony odlazi u New York City na sastanak s Carmineom Lupertazijem i Johnnyjem Sackom. Oni zahtijevaju 40% od njegova posla s Uredom za građenje i urbani razvoj jer je povezan s vijećnikom Zellmanom, koji je na platnoj listi obje obitelji pa bi se tako svaki profit dobiven od korištenja Zellmana trebao podijeliti, iako ne podjednako nego pošteno. Carmine komentira, "Jebeni Ralph... gdje je tvoj glavni čovjek na ovome? Propustio je ovotjednu isplatu." Tony odvraća s iskrivljenim smiješkom, "Nadao sam se da bi ti to meni mogao reći." Tony nakon toga odbija zahtjev, ustaje se i odlazi. Carmine i Johnny se pogledaju sa zbunjenim izrazima na licima. Tony na povratku naziva Johnnyja na mobitel ponudivši mu 5,5%, o čemu Carmine odbija razgovarati. Carmine umjesto toga pošalje Joeyja Peepsa da napadne Tonyjeva procjenitelja. Ovaj sa sobom uzima suradnika Anthonyja, s kojim sutra uhvati "Vica Procjenitelja". 
Johnny se kasnije sastaje s Pauliejem i sugerira kako je potrebna promjena u vodstvu. Paulie odmah istakne sebe, podsjetivši Johnnyja na svoje dobre odnose s New Yorkom. Johnny ga uvjerava kako će ga Carmine imati na umu. 
Tony posjećuje Juniora kako bi razgovarao o utjecaju na porotnika u njegovu suđenju, ali se Junior doima smeteno te izgleda neuredno. Čak je zaboravio obrisati pjenu za brijanje s lica, što navede Tonyja da mu je obriše kao djetetu. Junior za to okrivi lošu rasvjetu u kupaonici. Branka Libinsk i Junior ne slažu se najbolje. Tony se kasnije sastaje sa Silviom, Vitom Spataforeom i Pauliejem kako bi razgovarao o procjeniteljevu nestanku i napadu na njega. Eugene Pontecorvo stiže kako bi pokupio Vita, a i Paulie se nevoljko povlači. Nakon što je ostao sam sa Silviom, Tony spominje kontaktiranje Little Carminea Lupertazzija na Floridi preko njihova starog prijatelja Beansieja Gaete. "Vic Procjenitelj" kasnije opet biva pretučen - ovaj put od strane Vita i Dogsyja iz obitelji Soprano.
Na nedjeljnoj večeri kod Sopranovih, De Angelisovi i Baccalierijevi uživaju u Janiceinu kuhanju. Nakon večere, A.J. odlazi u svoju sobu sa svojom djevojkom Devin, ali Carmela inzistira da zabavi Bobbyja Jr. i Sophiu Baccalieri. A.J. izvlači igru Ouija, što se pretvara u lažnu seansu koja prestraši Bobbyjevu djecu. Tony prima poziv od Beansieja koji potvrđuje putovanje. Kasnije razgovara sa Silviom i kaže mu kako sumnja da Paulie odaje Johnnyju informacije o njihovu poslu. Zamoli Silvia da Paulieju ne spominje put u Miami.
Svetlana naziva Tonyja kako bi mu zahvalila što joj je poslao jedan svojih broševa u obliku konjske potkove. Tony se čini odlučan u namjeri da nastavi vezu, ali Svetlana ga grubo prekine i spusti slušalicu. Na terapiji, Tony kaže dr. Melfi kako je slomio Svetlani srce. Kasnije priznaje kako je bilo obrnuto. Za manjak napretka u svojoj terapiji okrivi to što ga je Svetlana nazvala "teškim za uzdržavanje". Tony opet kaže dr. Melfi kako želi napustiti terapiju, ali ona inzistira kako bi konačno mogli ostvariti napredak sada kada su njegovi simptomi pod kontrolom, ali Tony odlučuje kako joj je isteklo vrijeme. Tony nježno poljubi dr. Melfi u obraz i prije odlaska joj zahvali što mu je tri godine spašavala život. Dr. Melfi kasnije naziva svoga terapeuta, dr. Kupferberga, i ostavlja mu poruku da pogodi tko više nije njezin pacijent, dodavši "calling all cars" zbog novosti.
Na Juniorovu suđenju, sudac odbaci zahtjev odvjetnika Melvoina za prekidom suđenja zbog Juniorove ozljede glave i "senilnosti" jer su sudski psihijatri prozreli Juniorovu glumu, što je ironično jer se čini kako Juniorova senilnost postaje prava bolest. Bobby uvjerava Juniora da će doći do porotnika. 
Bobby i Janice se posvađaju u trgovačkom centru zbog Bobbyjeve stalne nevoljkosti da zaboravi svoju pokojnu suprugu. Janice kasnije iskoristi internetski chat program kako bi zavarala i potajno usmjerila Bobbyjevu djecu na igru Ouija u njihovoj kući. Nakon što Bobby dolazi kući, njegova su djeca prestravljena te on naziva Janice da mu pomogne. Ona mu kaže kako ih je ranije tog dana čula kako igraju igru, ali se nije htjela miješati zbog njihove svađe. Janice iskoristi iskonstruiranu situaciju s djecom kao razlog da Bobby treba nastaviti sa životom i ponovno mu kaže da pojede posljednji ziti svoje supruge. Bobby pristaje dok mu se suza spušta niz lice.
Tony stiže u Miami i sastaje se s Beansiejem. Kasnije se u restoranu sastaju s Little Carmineom. Carmine pristane otputovati kući i razgovarati sa svojim ocem te se čini odlučnim krivnju prebaciti na Johnnyja. Tony spominje kako je Carmine pokušao doći do Mauricea Tiffena kako bi procjena poskočila.
Tony doživljava još jedan čudan san u kojem slijedi Ralpha do stare kuće, u koju Ralph ulazi. Tony je odjeven u hlače na tregere i potkošulju bez rukava - kao radnik. Pokuca na vrata. Vrata se otvaraju sama od sebe, zlokobno škripeći. Nakon što nekoliko trenutaka nitko ne odgovara, on ponovno pokuca i kaže kako je došao zbog "zidarskog posla". Nekoliko trenutaka kasnije ženska se figura spušta u sjeni. On je ugleda i odgurne vrata kako bi ušao. Tony kaže kako je došao zbog zidarskog posla na stereotipni talijanski useljenički način: "No speakie de English." Taman kad je trebao ući u kuću probudi se hvatajući dah. Još je uvijek u hotelu u Miamiju; čini se kako ga stajanje na balkonu smiruje.

## Glavni glumci
- James Gandolfini kao Tony Soprano
- Lorraine Bracco kao dr. Jennifer Melfi
- Edie Falco kao Carmela Soprano
- Michael Imperioli kao Christopher Moltisanti *
- Dominic Chianese kao Corrado Soprano, Jr.
- Steven Van Zandt kao Silvio Dante
- Tony Sirico kao Paulie Gualtieri
- Robert Iler kao A.J. Soprano
- Jamie-Lynn Sigler kao Meadow Soprano *
- Aida Turturro kao Janice Soprano
- Joe Pantoliano kao Ralph Cifaretto
- Drea de Matteo kao Adriana La Cerva *
- Steve Schirripa kao Bobby Baccalieri
- Vince Curatola kao Johnny Sack

* samo potpis

### Gostujuće uloge
| - Ray Abruzzo kao Little Carmine Lupertazzi - Tom Aldredge kao Hugh De Angelis - Crystal Allen kao Lisa - Randy Barbee kao sutkinja Whitney R. Runions - Peter Bogdanovich kao dr. Elliot Kupferberg - Dan Castleman kao tužitelj - Tony Darrow kao Larry Barese - Jessica Dunphy kao Devin Pillsbury - Patrick Ezerzer kao mafijaš iz Miamija - Robert Funaro kao Eugene Pontecorvo - Joseph R. Gannascoli kao Vito Spatafore - Paul Herman kao Beansie Gaeta - Kevin Interdonato kao Dogsy - Alla Kliouka kao Svetlana Kiriljenko | - Tony Lip kao Carmine Lupertazzi - Joe Marrizo kao Joey Peeps - Angelo Massagli kao Bobby Baccalieri III. - Richard Portnow kao odvjetnik Melvoin - Joe Pucillo kao Beppy Scerbo - Julie Ross kao sudska službenica - Steve Santosusso kao Anthony - Annabella Sciorra kao Gloria Trillo - Suzanne Shepherd kao Mary De Angelis - Ethan S. Smith kao Fountain Blue Bus Boy - Elena Solovey kao Branka Libinsk - George Spaventa kao V.I. Trifunovitch - Lexie Sperduto kao Sophia Baccalieri |

## Prva pojavljivanja
- "Little Carmine" Lupertazzi: kapetan u obitelji Lupertazzi i sin šefa, Carminea Sr.
- Dogsy: suradnik u ekipi Aprile.

## Naslovna referenca
- Dr. Melfi koristi frazu "Calling all cars" kako bi naznačila svoju potrebu za pomoći kad pokušava pronaći dr. Kupferberga nakon što Tony napušta terapiju. Fraza potječe iz starog policijskog dispečerskog poziva da sve raspoložive ophodnje pomognu policajcu koji traži pojačanje ili da istraže sumnjivca ili situaciju.

## Glazba
- Tijekom odjavne špice svira "Surfin' USA" The Beach Boysa.
- Tijekom uvodne sekvence snova na radiju u automobilu se čuje "Tears of a Clown" Smokeyja Robinsona.
- Dok Tony razgovara na telefon sa Svetlanom, u pozadini se čuje "I Shot the Sheriff" u izvedbi Erica Claptona.
- Kad Carmela dovodi Bobbyjevu djecu u A.J.-evu sobu, na liniji se čuje "Clocks" sastava Coldplay.

## Reference na prijašnje epizode
- U svojem snu, Tony kaže kako je došao zbog zidarskog posla — njegov je djed bio zidar.
- Bobby Baccalieri III., nakon što je A.J. uplašio njega i sestru, otkriva svojem ocu i Tonyju kako ga je A.J. zaključao u Furiovu garažu tijekom Furiove zabave, u epizodi The Weight.

## Vanjske poveznice
- Calling All Cars u internetskoj bazi filmova IMDb-a